# 八木圭一
八木圭一（やぎ けいいち、1979年4月19日 - ）は、日本の小説家、推理作家。 北海道音更町出身。
北海道帯広柏葉高等学校、横浜国立大学経済学部国際経済学科卒業後、雑誌編集者を経て、コピーライターとして活動。2013年、『一千兆円の身代金』で第12回『このミステリーがすごい!』大賞を受賞し、2014年1月に作家デビューした。

## 作品

### 単著
- 一千兆円の身代金（2014年1月 宝島社 / 2015年2月 宝島社文庫）
- 警察庁最重要案件指定 靖國爆破を阻止せよ（2015年10月 宝島社 / 2016年10月 宝島社文庫）
- 手がかりは一皿の中に（2018年5月 集英社文庫）
- 北海道オーロラ町の事件簿 町おこし探偵の奮闘(2018年9月 宝島社文庫)
- 手がかりは一皿の中に ご当地グルメの誘惑（2019年7月 集英社文庫）
- 手がかりは一皿の中に FINAL（2021年3月 集英社文庫）

### アンソロジー
「」内が八木圭一の作品。
- 5分で読める! ひと駅ストーリー 本の物語（2014年11月 宝島社文庫）「あちらのお客様からの……」
- 5分で読める! ひと駅ストーリー 旅の話（2015年12月 宝島社文庫）「愛国発、地獄行きの切符」
- 10分間ミステリ―THE BEST （2016年11月 宝島社文庫）「”けあらし”に潜む殺意」

### 単行本未収録作品
- オーロラテラス 盗油事件（宝島社『「このミステリ―がすごい！」大賞作家書き下ろしBOOK vol.16』）
- キッチンで夢をこねる（リクルート『HOUSING』2016年11月号）

### 新聞連載
- 作家と高校生、本をめぐるキャッチボール（『北海道新聞』夕刊 2014年6月 - 7月）

### WEB連載
- 女子オプ！−自動車保険調査員・ミキ−（「トヨタ自動車のポータルサイトGAZOO」2014年12月 - 2015年4月）
- 僕らのポケモンストーリー（「株式会社ポケモン 新卒採用ページ」2015年1月 - 3月）

## 映像化作品
テレビドラマ
- 一千兆円の身代金（2015年10月17日、フジテレビ系「土曜プレミアム」、主演：香取慎吾）